# Sound Diplomacy
Sound Diplomacy és una consultoria internacional centrada en la música, la cultura i l'economia creativa. L'organització duu a terme investigacions i anàlisis per avaluar les contribucions econòmiques i socials de les indústries creatives i proporciona planificació estratègica per a ciutats, regions i comunitats. El seu treball inclou el desenvolupament d'infraestructures culturals, la investigació de polítiques i les avaluacions d'impacte econòmic.
La consultoria opera tant en el sector públic com en el privat, assessorant governs, municipis, organitzacions internacionals i actors del sector en matèria de política immobiliària, d'inversió i cultural. Des de la seva creació, Sound Diplomacy ha treballat amb clients en més de 30 països.
Fundada a Londres el maig de 2013 pel doctor Shain Shapiro i l'exdirector de Catalan!Arts del Regne Unit, Jordi Puy, l'empresa s'ha expandit des de llavors fins a tenir oficines i operacions a Barcelona, Berlín, Halifax, Delaware, Londres.

## Història
Sound Diplomacy es va llançar amb clients com CIMA, HootSuite, ICEC i Osheaga MEG Pro. A l'octubre de 2013, Sound Diplomacy es va associar amb Martin Elbourne i el promotor espanyol Xavi Manresa per llançar un nou aparador boutique a Catalunya, 'Lleida Sessions Pro'.
També a l'octubre de 2013, Sound Diplomacy va arribar a un acord per representar la conferència musical espanyola 'Bizkaia International Music Experience (BIME)' en països com el Regne Unit, el Canadà, Austràlia, Sud-àfrica, Colòmbia i l'Uruguai. El novembre de 2013, Sound Diplomacy va establir una col·laboració amb Nouvelle Prague, un festival de presentació que té lloc a Praga, República Txeca.
El 2015, Sound Diplomacy va organitzar la primera Convenció de Ciutats Musicals i posteriorment va fundar Music Cities Events. Això va conduir al desenvolupament del concepte de «Ciutats Musicals» i a la vinculació intencionada de la música a les ciutats i a la política urbanística, que des de llavors ha format la base de gran part de la recerca i el treball de Sound Diplomacy.
Del 2016 al 2018, Sound Diplomacy va treballar amb l'⁣Organització de les Nacions Unides per al Desenvolupament Industrial per elaborar una estratègia de desenvolupament per a la indústria musical cubana, la primera d'aquest tipus per a les Nacions Unides. Arran d'aquesta tasca, l'Havana va ser nomenada Ciutat de la Música per la UNESCO el 2019.
El 2018, Sound Diplomacy va organitzar el primer panell centrat en la música al Fòrum Urbà Mundial de les Nacions Unides, on es va exposar com la música és una eina eficaç per assolir els Objectius de Desenvolupament Estratègic de les Nacions Unides. El novembre del mateix any, es va presentar un llibre blanc coescrit per Sound Diplomacy i Pro Colombia (per encàrrec de l'⁣Organització Mundial de Viatges de les Nacions Unides) al World Travel Market de Londres. El llibre blanc descriu com les destinacions de tot el món poden utilitzar estratègies de turisme musical per impulsar el perfil, els visitants i els ingressos associats.
També el 2018, Sound Diplomacy va llançar la seva primera auditoria i estratègia musical a Huntsville, Alabama. La feina va inspirar la contractació d'un càrrec de responsable de música a temps complet a la ciutat de Huntsville i l'establiment d'una junta de música de nou membres. També va confirmar el desenvolupament de l'"Amfiteatre de Huntsville", que s'inaugurarà el maig de 2022.
El març de 2019, Sound Diplomacy va anunciar la seva expansió als Estats Units d'Amèrica amb l'obertura d'una oficina a Nova Orleans. Com a part d'això, Sound Diplomacy va ser encarregada de dur a terme una avaluació de l'impacte econòmic de la música per a la iniciativa New Orleans Music Economy, recentment llançada.
El setembre de 2021, Sound Diplomacy va anunciar la seva expansió a l'Amèrica Llatina amb l'obertura d'una oficina a San José, Costa Rica, en col·laboració amb les empreses de desenvolupament i investigació immobiliària PRIME i PRIME IQ. El primer projecte a la regió llatinoamericana ha estat encarregat per Two Way Stadiums i UMusic Hotels.